# Arconte sconosciuto
Con Arconte sconosciuto (in serbo неименовани српски архонт?, neimenovani srpski arhont oppure in serbo непознати кнез?, nepoznati knez) si fa riferimento al principe serbo menzionato nel De Administrando Imperio, opera del X secolo d.C. scritta dall'imperatore bizantino Costantino VII, che guidò il popolo dalla Serbia bianca fino ai Balcani durante il regno dell'imperatore bizantino Eraclio I (610–641). Costantino VII non scrisse mai il nome di questo principe, seppur afferma che fu il capostipite della prima dinastia serba, conosciuta nella storiografia come dinastia dei Vlastimirović, e che morì prima dell'arrivo dei Bulgari, nel 680, succedendogli alla guida del popolo prima il figlio poi il nipote.

## Valutazioni storiche
Secondo quanto riportato nel De Administrando Imperio, la prima cristianizzazione dei serbi dovrebbe essere datata intorno al 632–638; questa potrebbe essere un'invenzione dell'imperatore, ma nel caso sia avvenuta veramente, avrebbe influenzato un gruppo limitato di capitribù con una pessima ricezione negli strati più bassi della società. Nella prima valutazione storica come quella del tedesco Ludwig Albrecht Gebhardi (1735-1802), l'arconte sconosciuto era figlio di Dervan, il duca (dux) dei Surbi, a est del Saale. Questa teoria fu sostenuta da Miloš Milojević (1872), mentre Romilly Jenkins (1962) e Relja Novaković (1977) sostennero invece che fossero fratelli o che avessero un altro grado di parentela.
Nella storiografia e nell'archeologia contemporanee, le narrazioni di De Administrando Imperio sono state rivalutate in quanto contengono anacronismi ed errori. Il resoconto del manoscritto sui serbi menziona che essi chiesero al comandante bizantino dell'attuale Belgrado di stabilirsi nel tema di Tessalonica, che venne creato circa 150 anni dopo il regno di Eraclio, nel VII secolo. Ai fini del racconto, Costantino VII formula un'etimologia errata dell'etnonimo serbo che deriva dal latino servi (servi).
Durante l'epoca storica in cui l'impero bizantino cercava di stabilire la sua egemonia nei confronti dei serbi, Costantino VII appoggiò l'iniziativa riportando nel De Administrando Imperio un'egemonia bizantina sui serbi già presente all'arrivo del popolo nei Balcani e come principale fattore della conversione al cristianesimo. Danijel Dzino (2010) ritiene perciò che l'invito di Eraclio ai Serbi a stabilirsi nei Balcani sia stato una forma di razionalizzazione del cambiamento sociale e culturale che i Balcani subirono nel periodo tardo antico.